# Frigiditet
Frigiditet eller hypoaktiv sexuell störning är ett nedsatt libido av psykogen art, en minskad vilja till sex eller avsaknad av sexuell vilja. För att räknas som hypoaktivitet eller frigiditet måste tillståndet endast bero på minskad lust, inte på en sexuell aversion eller att sexualiteten är ångestfylld; det senare kallas sexuell anhedoni. Erektil dysfunktion, orgasmstörning, prematur ejakulation, dyspareuni och vaginism är likaså andra tillstånd.
Frigiditet kan också bero på en endokrin störning, till exempel minskade testosteronnivåer eller hyperprolaktinemi.